# Стерлінг (Нью-Йорк)
Стерлінг (англ. Sterling) — місто (англ. town) в США, в окрузі Каюга штату Нью-Йорк. Населення — 3221 особа (2020).

## Демографія
Згідно з переписом 2010 року, у місті мешкало 3040 осіб у 1225 домогосподарствах у складі 850 родин. Було 1800 помешкань
Расовий склад населення:
| - 98,0 % — білих - 0,7 % — корінних американців - 0,3 % — чорних або афроамериканців - 0,2 % — азіатів |

До двох чи більше рас належало 0,8 %. Частка іспаномовних становила 1,1 % від усіх жителів.
За віковим діапазоном населення розподілялося таким чином: 22,6 % — особи молодші 18 років, 62,3 % — особи у віці 18—64 років, 15,1 % — особи у віці 65 років та старші. Медіана віку мешканця становила 44,0 року. На 100 осіб жіночої статі у місті припадало 102,9 чоловіків;  на 100 жінок у віці від 18 років та старших — 101,2 чоловіків також старших 18 років.
Середній дохід на одне домашнє господарство  становив 75 222 долари США (медіана — 57 528), а середній дохід на одну сім'ю — 72 613 долари (медіана — 63 854). Медіана доходів становила 53 750 доларів для чоловіків та 39 338 доларів для жінок. За межею бідності перебувало 16,6 % осіб, у тому числі 32,9 % дітей у віці до 18 років та 5,4 % осіб у віці 65 років та старших.
Цивільне працевлаштоване населення становило 1361 особа. Основні галузі зайнятості: освіта, охорона здоров'я та соціальна допомога — 21,9 %, виробництво — 18,4 %, роздрібна торгівля — 13,8 %, транспорт — 10,2 %.